# 吉米·卡特總統國際外訪
美國第39任總統吉米·卡特自1977年1月20日上任以來，有過12趟國際旅行，共前往25個國家。

## 總計
他曾去過的國家訪問次數如下：
- 一次：奧地利、比利時、巴西、印度、伊朗、以色列、義大利、利比里亞、墨西哥、奈及利亞、巴拿馬、波蘭、巴拿馬、葡萄牙、沙特阿拉伯、南韓、西班牙、瑞士、英國、梵蒂岡、委內瑞拉、西德和南斯拉夫。

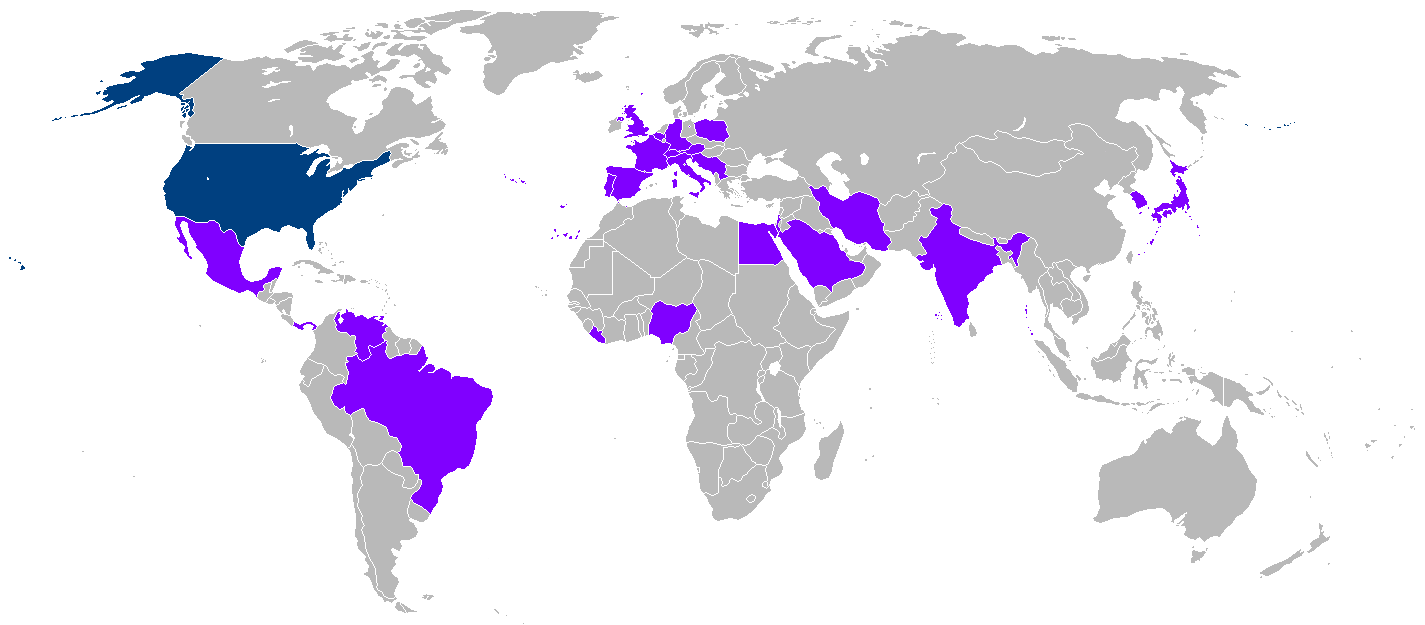
卡特總統造訪過的國家

- 兩次：法國、日本。
- 三次：埃及。